# Dayal Pur
Dayal Pur là một thị trấn thống kê (census town) của quận North East thuộc bang Delhi, Ấn Độ.

## Nhân khẩu
Theo điều tra dân số năm 2001 của Ấn Độ, Dayal Pur có dân số 12.994 người. Phái nam chiếm 54% tổng số dân và phái nữ chiếm 46%. Dayal Pur có tỷ lệ 72% biết đọc biết viết, cao hơn tỷ lệ trung bình toàn quốc là 59,5%: tỷ lệ cho phái nam là 79%, và tỷ lệ cho phái nữ là 64%. Tại Dayal Pur, 16% dân số nhỏ hơn 6 tuổi.